# 迷離大宅
迷離大宅（英語：Mystic Manor）是香港迪士尼樂園全球獨有的主題園區內的遊樂設施，故事講述一位英國探險家兼冒險家・探險家學會（Society of Explorers and Adventurers）成員──亨利爵士（Lord Henry Mystic）於熱帶雨林設立一座大宅並將地庫改為博物館，供予賓客參觀，博物館內擺放著1880年收集的不同收藏品。當他的寵物猴子──阿拔（Albert）把音樂盒打開後，音樂星塵飛出並附在展品上，隨即令館內的展品彷似變得有生命一樣，賓客乘坐電磁廂車瀏覽大宅博物館。

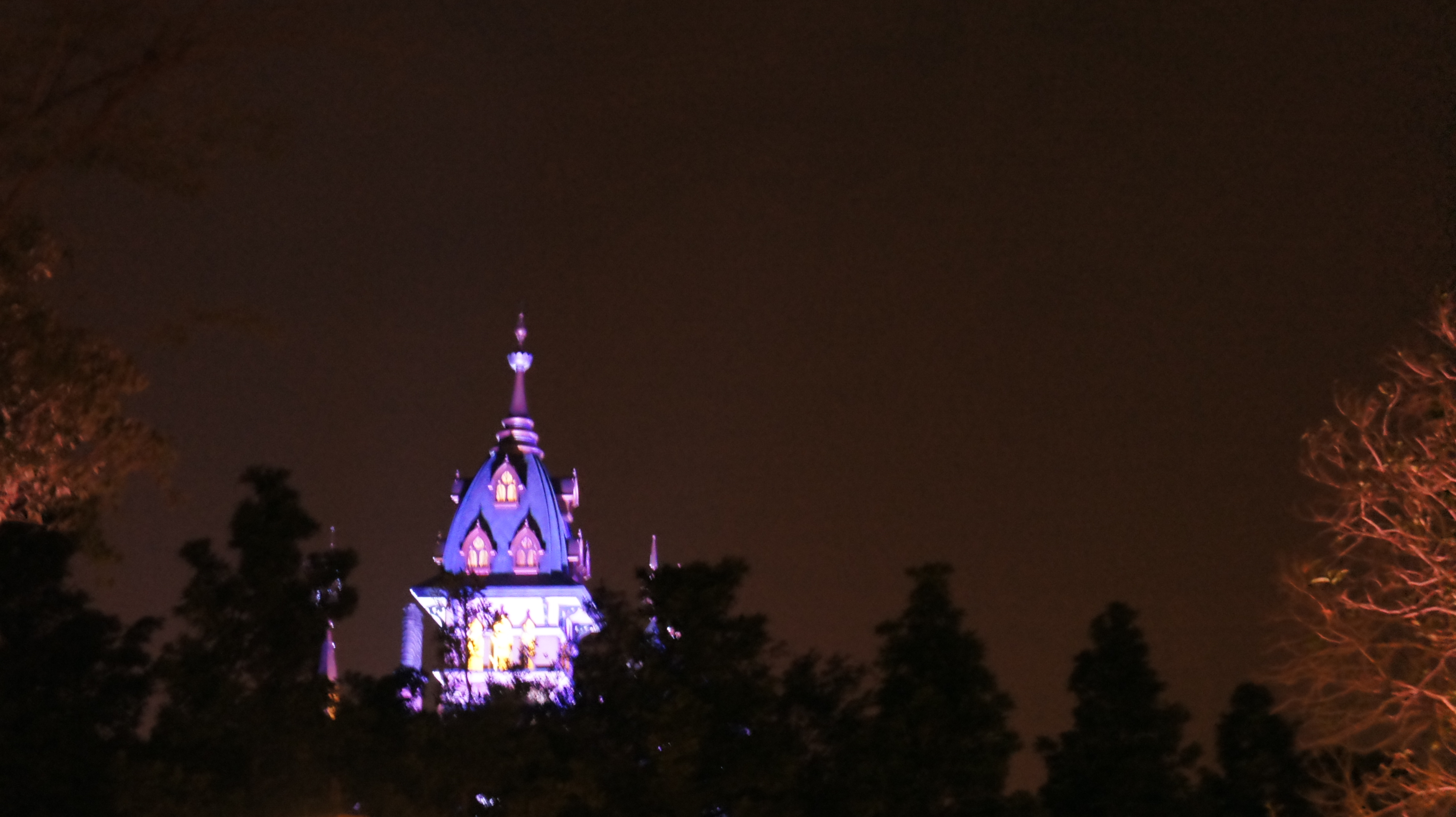
－「迷離大宅」晚上建築外觀，相片攝於2013年3月4日（並非最終燈光）

## 音樂
美國電影配樂大師丹尼·葉夫曼負責為遊戲配樂。

## 場景
1. 排隊區及演講廳（Queue and pre-show）
排隊區由大宅門口開始，經過前園後再進入地庫博物館。賓客進入博物館，在排隊區等候時，會先看見牆壁掛有亨利爵士及其趣緻而好奇心重的竉物 – 馬騮阿拔的畫像。而其他排隊區內的畫像則示出亨利爵士與阿拔相識的過程、1896年迷離莊園剪綵禮、1899年冒險家・探險家學會成員合照（包括：東京迪士尼海洋內驚魂古塔角色哈里遜•海陶偉三世）。其後賓客會進入預覽室，並聆聽由亨利爵士旁述的投影片。內容大概講述爵士不同展區的收藏品。其中，爵士特意介紹一個充滿神祕力量的音樂盒，並再三告誡賓客小心，打開要特別處理。演講期間，阿拔一次又一次的在演講廳內不同角落出現。
2. 上貨區（Load）

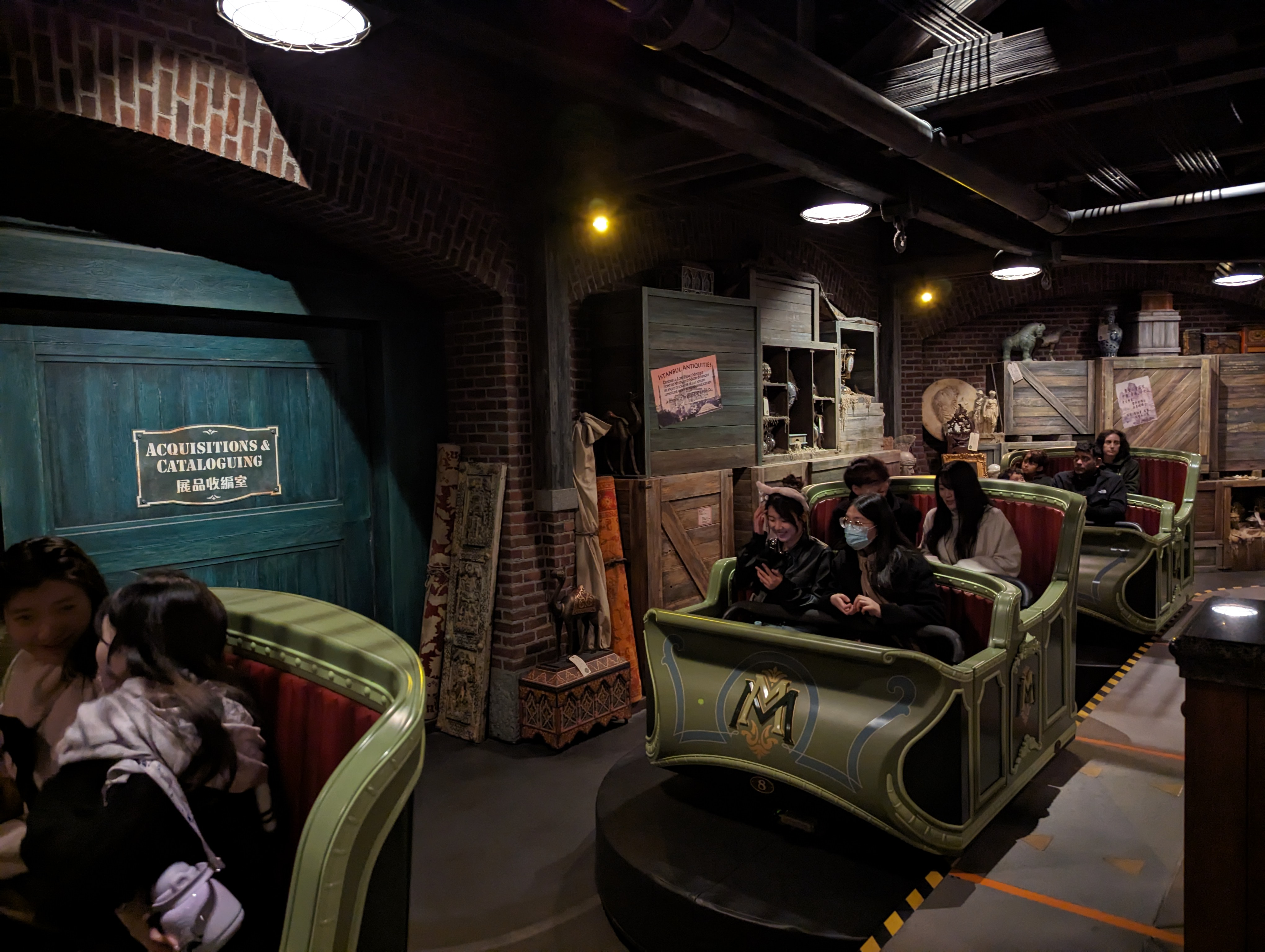
「迷離大宅」上貨區

聽過介紹後，賓客將步入藏品裝卸區，即上貨區（Load），然後登上富有時代特色的電磁廂車，遊覽各展區。
3. 展品收編室（Acquisitions and Cataloguing Room）
登車後到訪的區域便是展品收編室 ，一大堆待陳列的珍品置滿整個房間。當中，亨利爵士曾提及的音樂盒擺放在眾人眼前。開場之先，亨利爵士特地現身人前，詢問阿拔去向並向賓客問好。亨利爵士離開之後，阿拔突然在盒後出現，並打開了盒子。音樂星塵從音樂盒逃出，而且迅速浮上半空，並為死寂的收藏品帶來生氣。
4. 樂器室（Music Instrument）
房中放滿各國奇珍樂器，房的正中間躺着一部大鍵琴和豎琴。音樂星塵為樂器帶來生命並奏出音樂，而這些音樂並會陪隨賓客穿梭整個旅程。阿拔在一旁看得入神和感到驚嘆，也在好奇心驅使下跟着賓客一起參觀。
5. 地中海古物室（Mediterranean Antiquities）
魔法星塵吹至，房間內的畫作和陶瓷都活起來。電磁廂車會先經過一幅油畫，畫中描繪了四個人圍坐於火山之下，當星塵一到，畫中的火山隨即爆發，將人淹沒於熔岩之中，然而，四個人碰杯依然。其後，賓客會看到一瓶雙耳窄頸瓶 (Amphora) ，上有大力士與一頭涅墨亞獅子的畫像，因為星塵的影響，兩者的搏鬥亦在人前活靈活現。接著，遊客會看見一幅梅杜沙畫像，畫中的少女會因星塵而瞬間化作戈爾貢（蛇髮女妖）然後再返回原型。畫像變化之前，遊客會先聽到一連串蛇叫聲以為預告。而這幅畫作是向迪士尼樂園另一經典遊樂設施—幽靈公館中同一幅梅杜沙畫作致敬。然而，幽靈公館內的戈爾貢是石造而迷離大宅的卻不是。亦可看見美杜莎旁邊有一個視覺停留幻象。
6. 日光溫室（Solarium）
阿拔在好奇心驅使之下玩弄小捕蠅草 (Venus flytrap) 誰不知反而差點被大捕蠅草咬尾巴。其中一片較大的捕蠅草期間看到遊客，並對其咆哮。突然一聲雷響，室內一片漆黑。
7. 北歐室（Slavic-Nordic Chamber）
一陣強烈的暴風雪於十七世紀浮雕版畫《俄羅斯之春》中形成。寒風逃離畫，集中於對面的北歐大鏡，映照賓客的模樣，再突然碎裂。
8. 兵器及盔甲室（Arms & Armour）
展館內的兵器及盔甲全因星塵而活動起來。遊客首先會見到大砲內的阿拔差點被日本武士的武士刀斬頭。之後，放在展館中央的其中一座大砲砲擊電磁廂車。砲擊不但令電磁廂車後退、還旋轉起來。其後，車廂會經過一條排滿盔甲的走廊，盔甲們在舞動它們的頭盔並且大聲放歌。它們之間放置了一台弩炮，弩炮隨即攻擊車廂，將車廂送到下一個房間。展館內其中一面，一具蒙古盔甲拿著一些頭盔在奸笑。
9. 埃及古物室（Egyptian Antiquities）
音樂星塵把法老－圖坦卡門從沈睡中喚醒，更甚的是，木乃伊身後不停湧出聖甲蟲 (Scarab)，瞬間展廳都被黑暗掩蓋，然後就有水滴滴下來，扮演甲蟲再爬上賓客的身體。
10. 部落工藝室（Tribal Arts）
一座巨大的提基 (Tiki) 神像最為引人注目。在音樂星塵飄過後，神像從囗中溢出岩漿，令室內溫度緩緩上升。兩條提基巨柱及其他提基神像伴隨在側，並為賓客奏出部落音樂。其中三個部落神祇更會轉向遊客方向，吹出竹箭。轉過頭來，原來阿拔已經被竹箭釘在牆上。
11. 中國沙龍室（Chinese Salon）
展廳正中間放著一尊齊天大聖雕像 (Monkey King)。怎料，雕像活動並搖動手中的如意金剛棒，製造出旋風。電磁廂車和展廳中的畫像也逃不過旋風影響，圍繞雕像而轉，一些遭撕裂、一些則倒在地上。阿拔此時出現牆上，引來雕像放出閃電攻擊，致令室內一面牆被吹翻，現出室外的天空。阿拔被風吹走之瞬間，牠抓住了魔法音樂盒，然後賓客又再返回展品收編室處。
12. 展品收編室（Acquisitions and Cataloguing Room）
賓客返回第一個區域，展品收編室。阿拔回到房間後，立刻把音樂盒關上，令一切回復平靜。之後，亨利爵士欣喜地出現並找回阿拔。亨利爵士問阿拔有否打開過音樂盒，當然，阿拔立刻否認。阿拔和亨利爵士最後歡送賓客。由始至終，亨利爵士對剛才的歷程仍然懵然不知。
13. 卸貨區（Unload）
賓客乘坐的電磁廂車抵達卸貨區，經出口進入迷離珍藏店。

## 技術

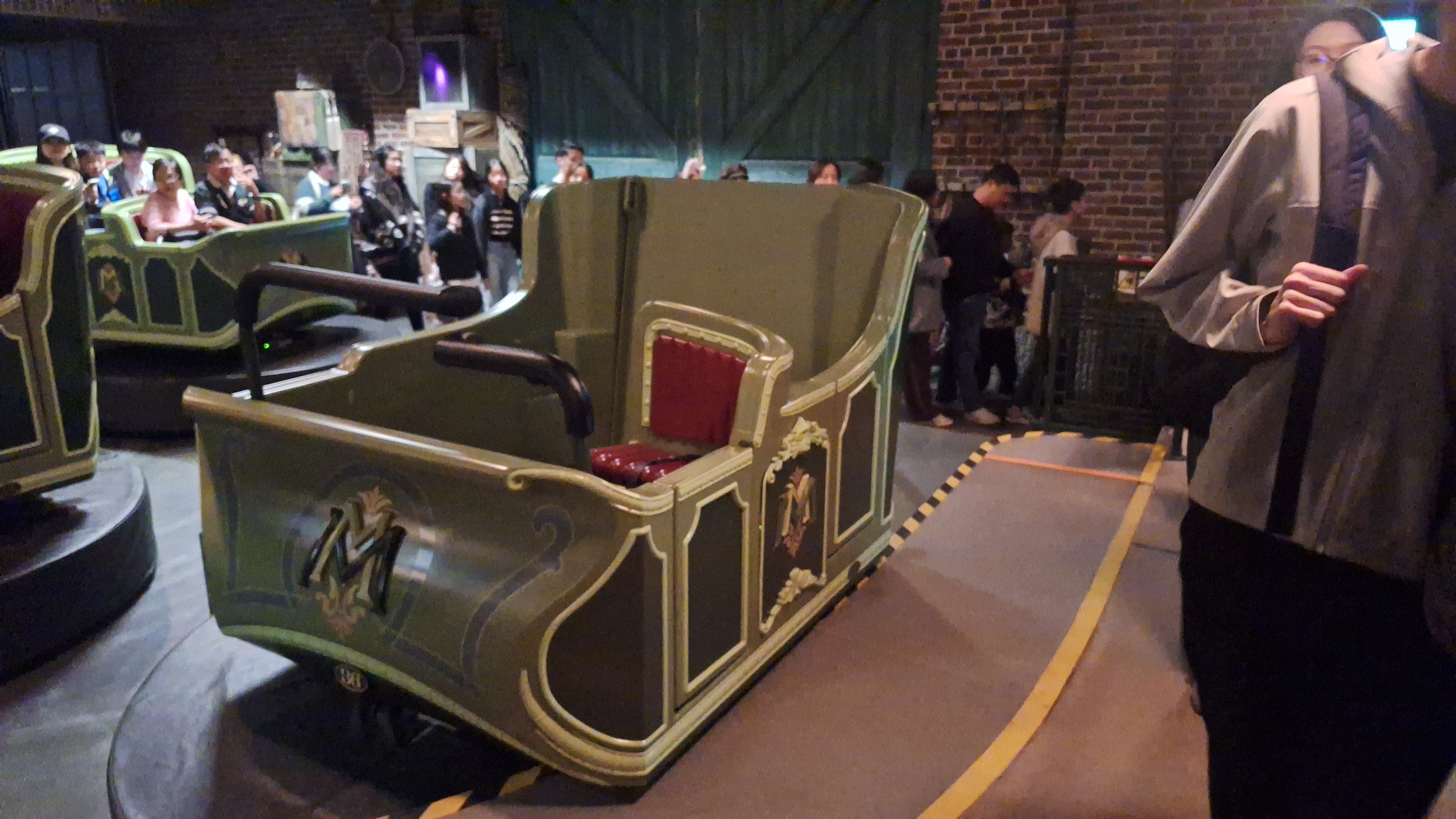
迷離莊園電磁廂車(輪椅車廂)

電磁廂車採用無軌系統，根據電腦指令於迷離大宅內隨意行駛；此外，利用無線射頻辨識及Wi-Fi技術同時控制分成1-8組的最多32輛另外1輛可接載輪椅電磁廂車（1-35號電磁廂車為普通電磁廂車，36及37號為可接載輪椅電磁廂車，一輛普通電磁廂車最多可以乘載6名賓客的電磁廂車，一輛可接載輪椅電磁廂車最多可以承載1位輪椅賓客及1位陪同人士，行走4條路線，穿梭於13個故事場景。遊樂設施內的故事場景由36部投影機製造出40種達到4K級別的超高清電視視覺影像，被迪士尼樂園號稱其歷史上最複雜的遊樂設施之一。大宅裏的音樂星塵是激光投射出來的，遊客在樂器室及中國沙龍室能較易發現牆角上設有臺激光投影儀。而在展品收編室，則把激光投射在一些半透明的紗幕上，它們會在燈光熄滅時自動降下來，遊客不易察覺。當激光投射在紗幕上便能營造出音樂星塵懸浮效果。

## 安全
2012年7月至2013年4月，有關遊樂設施測試營運了電磁廂車達2,700小時，為該遊樂設施演藝人員提供了5,000小時訓練。廂車時速為每小時4公里，然而為了安全起見，一旦出現例如賓客爬出廂車等危險動作，系統將會自動即時停止運作。同時因為疫情，需要時會把小水滴及演講室關閉，現已重新開放。

## 音效
亨利爵士由史提芬‧史丹頓（Stephen Stanton）配音。 
阿拔由弗蘭克·維爾克配音。
歌唱頭盔由丹尼·葉夫曼聲演。 

## 獎項
2013年11月，迷離大宅獲得主題公園娛樂協會（TEA）頒發第20屆主題娛樂大獎「傑出成就大獎─遊樂設施」。主題公園娛樂協會形容迷離大宅是將尖端科技與獨有原創故事融合一體的最佳典範，糅合迪士尼獨一無二的原創故事和尖端聲音及投影技術，炮製出頂級視覺特效，再加上美國著名配樂大師Danny Elfman所創作的全新配樂，及無軌的電磁廂車，配合天衣無縫，因而脫穎獲得頒獎。

## 逸聞
- 雖然迷離大宅不如其他迪士尼莊園鬼屋般與鬼怪有關，但是大宅裡一些細節，如美杜莎畫像、溫室以及會活動的半身像皆取材自迪士尼樂園另一經典遊樂設施—幽靈公館（Haunted Mansion）。此外，大宅「部落工藝」展廳裡一些神像是來自迪士尼另一遊樂設施—提基神殿 (The Enchanted Tiki Room)。 而大宅不涉及鬼怪是為免與中國人傳統對死亡與鬼神的文化有所衝突。
- 大宅外觀靈感來自於加洲尤里卡著名的卡森莊園 (Carson Mansion)。
- 迷離大宅外不設電磁廂車「打卡位」，但2025年舉行的「Duffy 與好友同萌遊」設立了迷你電磁廂車作『Duffy與好友毛公仔「可愛座」打卡位』。